# Lunaceps numenii
Lunaceps numenii är en insektsart som först beskrevs av Henry Denny 1842.  Lunaceps numenii ingår i släktet månlöss, och familjen fjäderlöss. Arten är reproducerande i Sverige.

## Underarter
Arten delas in i följande underarter:
- L. n. numenii
- L. n. oliveri